# Diban
Diban (en arabe : ذيبان ; également orthographié Thiban ou Zeiban) est une ville de l'est de la Syrie, rattachée administrativement au Gouvernorat de Deir ez-Zor, situé le long de la rive orientale de l'Euphrate, au sud de Deir ez-Zor, à 17 kilomètres au sud d'al-Busayrah et 13 kilomètres nord d'Asharah. 
Les autres localités limitrophes sont Mayadine au nord et à l'est, al-Hawayij au nord-est, Makhan au sud et al-Tayanah au sud-est.
Selon le Bureau central des statistiques de Syrie, la population de Diban s'élevait à 9 000 habitants au recensement de 2004.

## Géographie

Diban est le centre administratif du Nahiya de Diban dans le district de Mayadin.

La ville est siège administratif d'un Nahié (sous-district) qui se compose de dix localités ayant une population totale de 65 079 habitants en 2004.
Une partie de Diban est située sur une colline appelée Tell Diban, qui est également un site archéologique. Tell Diban est identifiée avec l'ancienne ville araméenne de Rummunina,, dont le nom dérive probablement du mot araméen rumman (grenade). La ville et les champs environnants ont servi à l'armée du roi  assyrien Tukulti-Ninurta II de camp d'entrainement au cours de sa dernière campagne militaire en 885. Selon le roi, Rummunina était située le long d'un canal de la rivière Khabur, un affluent de l'Euphrate. Selon l'orientaliste belge Edward Lipinsky, Tell Diban était « certainement occupé au cours de l'âge du fer ».
Durant la guerre civile en Syrie, Diban a été occupée par Daesh jusqu'à ce que les FDS capturent la ville le 18 novembre 2017.